# Gregorius Johan van Oordt
Gregorius Johan van Oordt (Oudshoorn, 4 oktober 1887 – 2 juli 1952) was een Nederlands liberaal politicus. 
Hij werd geboren als zoon van David van Oordt (1854-1934; fabrikant) en Maria Margaretha van Oordt (1858-1917). Na de hbs volgde hij in Rotterdam en Duitsland handelsgerelateerde opleidingen maar later koos hij voor een ambtelijke loopbaan. Hij werd volontair bij de gemeentesecretarie van Overschie en ging daar later ook als ambtenaar werken. Van Oordt werd in 1928 benoemd tot burgemeester van Krimpen aan de Lek. Rond januari 1945 dook hij onder waarna hij werd opgevolgd door een NSB'er. Na de bevrijding keerde Van Oordt terug in zijn oude functie. In de zomer van 1952, enkele maanden voor hij met pensioen zou kunnen gaan, overleed hij op 64-jarige leeftijd. 